# Armando Domínguez Borrás
Armando Domínguez Borrás (San Cristóbal de Las Casas, Chiapas, México, 4 de enero de 1921 - Ciudad de México, 17 de mayo de 1985), conocido como «el Chamaco» Domínguez, fue un compositor mexicano. Fue socio fundador de la Sociedad de Autores y Compositores de México (SACM).

## Datos biográficos
Fueron sus padres Abel Domínguez Ramírez y Amalia Borrás Moreno de Domínguez. Miembro de una familia numerosa, otros dos de sus hermanos, Abel y Alberto, fueron también músicos y compositores reconocidos. Los tres fueron socios fundadores de la SACM.[cita requerida]
Se trasladó desde muy joven con su familia a la Ciudad de México. Estudió primaria, secundaria y preparatoria, el primer año de la carrera de arquitectura, y posteriormente música, en el Conservatorio Nacional de Música de su país.[cita requerida]
Empezó su carrera como compositor cuando tenía 14 años. Su primera obra fue ¿Dónde estás ahora, corazón? Fundó su propia orquesta, la New Metropolitan Jazzer, y a partir de ese momento se dedicó por completo a la música, como compositor y director de orquesta.[cita requerida]
Vivió 10 años en los Estados Unidos de América, desarrollando ahí una exitosa carrera. Después volvió a la Ciudad de México, en donde residió hasta su fallecimiento.[cita requerida]
Como compositor, la obra que le hizo sentir más orgulloso fue Miénteme porque, solía decir, gracias a esa canción alcanzó fama mundial.[cita requerida]

Voy viviendo ya de tus mentiras,
sé que tu cariño no es sincero;
sé que mientes al besar,
y mientes al decir "te quiero",
me conformo porque sé
que pago mi maldad de ayer.
Siempre fui llevado por la mala,
es por eso que te quiero tanto;
mas si das a mi vivir
la dicha con tu amor fingido,
miénteme una eternidad
que me hace tu maldad feliz.
¿Y qué más da?,
la vida es sólo una mentira.
Miénteme más,
que me hace tu maldad feliz.
Miénteme

Esta canción fue y sigue siendo un gran éxito, interpretada por artistas tales como el Trío Los Diamantes, Olga Guillot, El Pirulí, Freddy Noriega, Guadalupe Pineda, Gualberto Castro y Jorge Muñiz, entre otros.[cita requerida]
Destacó como pianista y fue reconocido como compositor. Alternó, también, con las mejores orquestas de la época como las de Luis Arcaraz, Pablo Beltrán Ruiz y Venus Rey. Como arreglista, musicalizó por lo menos 20 películas mexicanas, y grabó un gran número de discos. Una de sus composiciones, el bolero "Destino", fue sugerida como tema musical del cortometraje homónimo, surgido de la colaboración entre Walt Disney y Salvador Dalí, que quedó inconcluso y que se montó en 2003, mucho después del fallecimiento de ambos.[cita requerida]

## Reconocimientos
Entre los reconocimientos que recibió, estuvo la medalla de bronce, por su canción Quizá en la eternidad, al ocupar el tercer lugar en el Primer Festival Mexicano de la Canción que se realizó en el Palacio de Bellas Artes, en 1962. El Instituto Nacional de Bellas Artes también le otorgó un diploma por esta canción. Recibió el Cuauhtémoc Dorado, por sus méritos artísticos, en 1967, y una condecoración en 1972, por Miénteme.
Armando Domínguez fue incluido en un disco de colección que reunió a los diez mejores pianistas de México, al lado de Consuelo Velázquez, Mario Ruiz Armengol y otros.[cita requerida]